# Polar Electro
La Polar Electro Oy, meglio noto come Polar, è un'azienda sportiva finlandese di cardiofrequenzimetri. La società ha sede a Kempele ed è stata fondata nel 1977.
Polar ha circa 1.200 dipendenti in tutto il mondo, con 26 filiali che riforniscono oltre 35.000 punti vendita in più di 80 paesi. Polar produce una gamma di dispositivi e accessori per il monitoraggio della frequenza cardiaca per la preparazione atletica e il fitness e anche per misurare la variabilità della frequenza cardiaca.

## Storia
Nel 1975, dato che non esisteva un modo preciso per registrare la frequenza cardiaca durante l'allenamento, viene ideato il primo cardiofrequenzimetro portatile wireless in Finlandia.
Polar è stata fondata nel 1977 e tre anni dopo ha depositato il suo primo brevetto per la misurazione wireless della frequenza cardiaca. Il fondatore Seppo Säynäjäkangas è stato l'inventore del primo cardiofrequenzimetro EKG wireless. Nel 1982, Polar ha lanciato il primo cardiofrequenzimetro senza fili indossabile al mondo, lo Sport Tester PE 2000.
La tecnologia e i dispositivi Polar sono ampiamente utilizzati in vari studi scientifici oltre ad essere adottati da molti dipartimenti di ricerca universitari. In parte a causa della propria storia e dell'affiliazione con le università e la comunità scientifica, Polar offre un programma di cooperazione di ricerca incentrato sul sostegno agli studi in scienze motorie.
Nel novembre 2015, Polar ha rilasciato il suo primo cardiofrequenzimetro ottico da polso, l'A360.
Nel luglio 2018, il quotidiano olandese “De Correspondent” ha rivelato che l'app di fitness di Polar mostra gli utenti sulla mappa, consentendo di scoprire i loro veri nomi, professione e indirizzi di casa. In una reazione, Polar ha interrotto alcune delle funzionalità online di condivisione dei percorsi sulla mappa.